# ゾメタピン
ゾメタピン（英：Zometapine、CI-781）はピラゾロジアゼピン誘導体の抗うつ薬である。その分子構造はチエノジアゼピン系に非常に類似し、他の抗うつ薬とは無関係である。

## 関連記事
- ゾメバザム